# 孔祥玑
孔祥玑（1847年8月7日—1870年1月14日），字衡夫，号镜堂，山東曲阜人，孔子七十五代孙，衍圣公孔繁灝庶长子，為衍聖公孔祥珂庶兄。

## 生平
孔祥玑出生于道光二十七年六月二十七日（1847年8月7日），生母是孔繁灝的側室任氏。不久，嫡母畢景桓誕下孔祥珂，孔祥珂後承襲衍圣公；清朝朝廷授孔祥璣正一品廕生，欽加三品銜、通议大夫。夫人吴氏，为順天府尹吳鼎昌次女。同治八年十二月十三日（1870年1月14日），孔祥玑去世；无子，以同母弟孔祥璞的长子孔令誉继嗣。

## 家庭
- 父：孔繁灝（1806年—1862年），道光二十一年（1841年）承襲衍聖公。
- 嫡母：方氏（1804年—1826年），安徽桐城縣人，方傳秩長女；祖父直隸總督方受疇、祖母孔楙祉為衍聖公孔昭煥長女。[2][註 1]
- 嫡母：李氏（1807年—1834年），孔繁灝繼配，安徽太湖縣人，刑部尚書、貴州布政使司布政使李長森第三女。
- 嫡母：畢景桓（1813年—1875年），孔繁灝繼配，江蘇鎮洋縣人，畢沅孫女、湖南岳州府同知畢鄂珠長女。[3][註 2]
- 生母：任氏
  - 妻：吳氏（1848年—？），江苏上元人，順天府尹吳鼎昌次女；無子女，以孔祥璞長子孔令譽為嗣。
  - 同母弟：孔祥璞（1852年—？），號琢堂，正一品廕生、欽加三品銜，候選同知。
  - 弟媳：譚氏（1852年—？），浙江山陰人，刑部尚书譚廷襄第四女。
    - 嗣子：孔令譽（1871年—1929年），字式卿、號嘉如，戶部福建司員外郎、欽加二品銜。以族弟孔令燦次子孔德堅為嗣。[4]
    - 媳婦：張氏（1872年—1894年），孔令譽第一任正室夫人；直隸南皮人，山東鹽運使張桐第四女。
    - 媳婦：劉氏（1873年—1897年），孔令譽第二任正室夫人；雲南保山人，河南巡撫劉樹堂第三女。
    - 媳婦：袁世英（1873年—1941年），孔令譽第三任正室夫人；河南項城人，內閣學士兼礼部侍郎銜袁保齡第四女，袁甲三孫女、袁世凱堂妹。[3]
      - 孫女：孔德恭（1926年—），孔令譽獨生女、生母王氏，隨父母搬入孔府居住，人称“孔府三小姐”[5]。1946年參與共产主义运动，化名「王力」，夫蘇伯祥[6][7]。
      - 嗣孫：孔德堅（1926年—1998年），南开大学畢業、中华人民共和国化学工业部化工司總工程師；與丁學理育有一子孔維群、一女孔維英。
        - 曾孫：孔維群（1961年—），北京工业大学畢業、中国家用电器研究院高級工程師；與劉瑛育有一子孔垂濱，居北京。
          - 玄孫：孔垂濱（1992年—）

        - 曾孫女：孔維英（1969年—），北京銀行學校畢業、招商银行北京分行職員，夫周得意，居北京。

    - 姪兒：孔令謨（1872年—？），字希皋、號顯之，孔祥璞次子；以姪兒孔德垚為嗣，無後。
      - 姪孫：孔德垚，生父母為孔令譽與袁氏，十八歲早逝。

## 附註
1. ↑  「夫人方氏，桐城人，總督直隸軍務兵部尚書都察院右都御史方受疇孫女、候補知府傳秩長女。嘉慶九年四月十四日亥時生，道光六年十月二十日酉時卒，年二十三。繼配李氏，太湖人，刑部尚書貴州布政使司布政使長森第三女。嘉慶十二年八月二十九日子時生，道光十三年十二月十五日午時卒，年二十七。畢氏，鎮洋人，太子太保總督湖北湖南軍務兵部尚書都察院右都御史沅孫女、湖南岳州府同知鄂珠長女。嘉慶十八年八月二十四日卯時生。子三：祥璣，庶出；祥珂，畢出；祥璞，庶出。女一，重觀，年二十二歲卒，方出。」[1]:13
2. ↑  「……嘉慶十八年八月二十四日卯時生，光緒元年四月十九日亥時卒，年六十三」